# Namhae
Namhae (kor. 남해군, hancha: 南海郡, Namhae-gun) – powiat w Korei Południowej, w południowo-zachodniej części prowincji Gyeongsang Południowy. W 2011 roku liczył 49 189 mieszkańców. Graniczy z powiatem Hadong oraz z miastem Sacheon od północy, a także z miastami: Tongyeong od wschodu, Gwangyang i Yeosu (prowincja Jeolla Południowa) od zachodu. Powiat leży nad Cieśniną Tsushimską, znaną w Korei jako Cieśnina Koreańska.

## Geografia
Terytorium powiatu o łącznej powierzchni 357,62 km² składa się z wysp. Największe z nich to wyspa Namhae i Changseon oraz mniejsze wyspy Jodo, Hodo oraz Nodo, powiat tworzy ponad 65 niezamieszkanych wysepek. Na terenie powiatu Namhae (konkretnie na wyspie o tej samej nazwie) znajduje się kilka szczytów górskich, między innymi Mangun (786 m n.p.m.), Geum (681 m n.p.m.) i Won (627 m n.p.m.).

## Historia
Pierwsze wzmianki na temat regionu datowane są na 690 rok n.e., gdy teren stanowił część zjednoczonego królestwa Silla. W 1018 roku w wyniku reformy podziału administracyjnego powiat Namhae (gun) stał się regionem (hyeon).
W roku 1895 powiat stał się częścią regionu (bu) Jinju, a już rok później trafił w granice prowincji Gyeongsang Południowy. W roku 1973 wybudowano most Namhae łączący powiat z lądową częścią Korei Południowej, zaś w maju 1979 roku dystrykt Namhae został podniesiony do rangi miasteczka.
Na terenie powiatu od lat występuje zjawisko depopulacji – jeszcze w roku 1964 powiat zamieszkiwało 137 914, ponad 2,5-krotnie więcej niż obecnie.

## Podział administracyjny powiatu
W skład powiatu wchodzą następujące jednostki administracyjne:
| Nazwa jednostki administracyjnej | Rodzaj jednostki administracyjnej | Hangul | Hancha |
| -------------------------------- | --------------------------------- | ------ | ------ |
| Namhae-eup                       | miasteczko                        | 남해읍 | 南海邑 |
| Changseon-myeon                  | dystrykt                          | 창선면 | 昌善面 |
| Gohyeon-myeon                    | dystrykt                          | 고현면 | 古縣面 |
| Idong-myeon                      | dystrykt                          | 이동면 | 二東面 |
| Mijo-myeon                       | dystrykt                          | 미조면 | 彌助面 |
| Nam-myeon                        | dystrykt                          | 남면   | 南面   |
| Samdong-myeon                    | dystrykt                          | 삼동면 | 三東面 |
| Sangju-myeon                     | dystrykt                          | 상주면 | 尙州面 |
| Seo-myeon                        | dystrykt                          | 서면   | 西面   |
| Seolcheon-myeon                  | dystrykt                          | 설천면 | 雪川面 |

## Regiony i miasta siostrzane
- Powiat Ganghwa (miasto Incheon)
- Dzielnica Geumcheon (miasto Seul)
- Dzielnica Dongdaemun (miasto Seul)
- Miasto Gimhae (prowincja Gyeongsang Południowy)
- Dzielnica Busanjin (miasto Pusan)
- Powiat Hampyeong (prowincja Jeolla Południowa)
- Miasto Isa (prefektura Kagoshima)
- Miasto Dunhuang (prowincja Gansu)
- Miasto Yiyang (prowincja Hunan)
- Miasto na prawach powiatu Jinggangshan (prowincja Jiangxi)
- Powiat Nordfriesland (kraj związkowy Szlezwik-Holsztyn)